# جمعية تداولية
الجمعية التداولية أو الجمعية التشاورية هي اجتماع للأعضاء الذين يستخدمون الإجراءات البرلمانية. 

## صفات
تصف قواعد النظام لروبرت التي تم تنقيحها حديثًا بواسطة هنري مارتن روبرت الخصائص التالية للجمعية التداولية: 
- تجتمع مجموعة من الأشخاص للمناقشة واتخاذ القرارات نيابة عن الأعضاء بالكامل.
- يجتمعون في غرفة أو منطقة واحدة، أو في ظل ظروف معادلة للتواصل الشفوي المتزامن.
- كل عضو حر في التصرف وفقًا لتقديره الخاص.
- كل عضو له صوت متساو.
- يعمل الأعضاء في الاجتماع عن المجموعة بأكملها، حتى لو كان هناك أعضاء غائبين.
- لا تشكل معارضة العضو بشأن قضية معينة انسحابًا من المجموعة أو إنهاءًا للعضوية.

## أنواع
تحدد قواعد النظام المنقحة عدة أنواع من التجمعات التداولية.

### اجتماع جماعي
اجتماع جماعي أو اجتماع جماهيري، وهو اجتماع غير منظم مفتوح لجميع الأفراد في قطاع من السكان المهتمين بالتداول حول موضوع يقترحه رعاة الاجتماع. تشمل الأمثلة اجتماعات لمناقشة الاهتمامات السياسية المشتركة أو اهتمامات المجتمع، أو الاجتماعات لتشكيل مجتمع جديد. 

### تجمع محلي لجمعية منظمة
وهي عبارة عن اجتماع لعضوية فرع محلي أو فرع لمنظمة ذات عضوية.  تشمل الأمثلة اجتماعات الفروع المحلية لمنظمات مثل نادي سييرا.

### مؤتمر
المؤتمر، وهو اجتماع للمندوبين الذين يمثلون الوحدات المكونة للسكان. ليست المؤتمرات هيئات منشأة بشكل دائم، وعادة ما يتم انتخاب المندوبين لفترة ولاية واحدة فقط. يمكن عقد مؤتمر من قبل جمعية منظمة، حيث يتم تمثيل كل جمعية محلية بمندوب. 

### الهيئة التشريعية
وهي هيئة تشريعية عامة منشأة قانونًا. وهي تتألف من ممثلين يتم اختيارهم من قبل الناخبين. تشمل الأمثلة الهيئات التشريعية الوطنية مثل البرلمانات ومجالس الحكومات المحلية مثل المجالس التشريعية للولايات والمجالس الإقليمية ومجالس المدن. 

### مجلس إدارة
وهو هيئة إدارية أو تنظيمية أو شبه قضائية. يستمد مجلس الإدارة قوته من سلطة خارجية تحدد نطاق عملياته. تشمل الأمثلة مجلس إدارة مجتمع منظم أو شركة ومجالس وكالة حكومية مثل مجلس التعليم. 

## حقوق الأعضاء
يحق لعضو الجمعية التداولية حضور الاجتماعات وتقديم الاقتراحات والتحدث في المناقشات والتصويت.  قد يكون للمؤسسات فئات مختلفة من الأعضاء (مثل الأعضاء العاديين، والأعضاء النشطين، والأعضاء المنتسبين، والأعضاء الفخريين)، ولكن يجب تحديد حقوق كل فئة من فئات العضوية (مثل ما إذا كان "عضو" في الصف له الحق في تصويت).   قد يكون هناك أيضًا أعضاء بحكم المنصب، أو أشخاص أعضاء بحكم بعض المناصب أو المناصب الأخرى التي يشغلونها.  يتمتع الأعضاء بحكم المنصب بنفس الحقوق التي يتمتع بها الأعضاء الآخرون. 

### اقتباسات
1. ↑  "Definition of DELIBERATIVE ASSEMBLY". www.merriam-webster.com (بالإنجليزية). Archived from the original on 2023-07-24. Retrieved 2023-07-24.
2. 1 2 3 4 5 6 7 8 9  Robert 2011
3. 1 2  "Frequently Asked Questions about RONR (Question 2)". The Official Robert's Rules of Order Web Site. The Robert's Rules Association. مؤرشف من الأصل في 2018-12-24. اطلع عليه بتاريخ 2015-12-04.